# جمال حاجي
جمال حاجي (بالبوسنوية: Džemal Hadžiabdić) إسمه الحقيقي جمال الدين حاجيابديتش (بالبوسنوية: Džemaludin "Džemal" Hadžiabdić) هو لاعب كرة قدم سابق ومدرب كرة قدم بوسني حالياً ولد في يوم 25 يوليو 1953 في مدينة موستار في جمهورية يوغوسلافيا الاشتراكية الاتحادية، لعب في مركز الدفاع مع نادي فيليز موستار في الدوري اليوغسلافي وثم لعب مع نادي سوانزي سيتي في ويلز ولعب أيضاً مع منتخب يوغوسلافيا لكرة القدم 20 مباراة دولية، أما في التدريب فقضاها معظمها في الخليج حيث درب كل من نادي الغرافة الرياضي ونادي العين ونادي الوكرة الرياضي ونادي الشباب الإماراتي ونادي قطر الرياضي ونادي السيلية الرياضي ونادي الفجيرة الرياضي ونادي الظفرة الرياضي الثقافي ونادي الرفاع الشرقي ومنتخب العراق لكرة القدم.

## مسيرته الكروية
لعب جمال حاجي خلال مسيرته الاحترافية مع ناديين في اثنا عشر موسمًا وسجل خلالها 5 أهداف ضمن 304 مباراة. ولم يفز بأي موسم بالكأس أو بالدوري.
خاض جمال حاجي مسيرته مع نادي فيليز موستار في موسم 1971–72 ليلعب معه تسعة مواسم، مشاركًا في 215 مباراة سجل خلالها 3 أهداف. ثم انتقل إلى نادي سوانزي سيتي في موسم 1980–81 واستمر معه طيلة ثلاثة مواسم، حيث شارك في 89 مباراة سجل خلالها هدفين.

## روابط خارجية
- جمال حاجي على موقع قاعدة بيانات كرة القدم.إي يو (الإنجليزية)
- جمال حاجي على موقع ناشيونال فوتبول تيمز (الإنجليزية)
- جمال حاجي على موقع Soccerway.com (الإنجليزية)
- جمال حاجي على موقع عالم كرة القدم.نت (الإنجليزية)